# ТГ105
ТГ105 — радянський випробувальний вантажний шестивісний Тепловоз з Гідропередачею.
1960 Луганський тепловозобудівний завод розробив проєкт вантажного шестивісного тепловоза з гідропередачею, а 1961 збудував цей тепловоз і позначив його ТГ105-001.

## Опис
На тепловозі застосували тримальний кузов фермового типу з зовнішньою обшивкою з алюмінієвих листів. При виготовленні кузова окремо збиралися нижня рама, бічні ферми, каркаси стельових холодильників і кабіни машиніста. Останні з'єднувалися з іншими елементами кузова гумовими прокладками.
Кузов спирався на два тривісні візки безшкворневого типу через чотири бічні пружинні опори (на кожен візок). Ресорне підвішування було двоступінчатим з циліндричних пружин, гумових прокладок і амортизаторів тертя. Статичний прогин ресорної системи першого ступеня — 54 мм, другого — 64 мм. Горизонтальні сили від рами візка до кузова передавалися через чотири пружні повідки. Букси безщелепні з роликовими підшипниками. Колеса суцільнокатані.
Дизельний двигун 10Д100А номінальної потужності 3000 к. с. при 850 об/хв., що відрізняється від серійного 10Д100 системою пуску стисненим повітрям.
Передача обертового моменту від валу двигуна до колісних пар кожного візка здійснювалася здвоєними комплексними гідротрансформаторами ГТК-Л1, двошвидкісними КПП, розташованими на рамах візків, поперечними карданними валами, конічними редукторами, також встановленими на рамі візка, і осьовими редукторів з циліндричними зубчастими колесами. Передатне відношення першої передачі 1 : 9,60, другої — 1 : 4,75, осьового редуктора 1 : 4,23; передатне число редуктора КПП на першій ступені — 2,69, на другій — 2,97.
Холодильники стельові, з окремими системами охолодження води двигуна (ребристі плоскі трубки), мастила двигуна (ребристі трубки з турбулізаторами) і води інтеркулера. Мастило гідропередачі охолоджувалося водою двигуна. Привід вентиляторів холодильників гідростатичний.
Акумуляторна батарея лужна, 48ТЖН-250.
Компресор ДК-3/9 приводився невеликим дизельним двигуном і нагнітав стиснене повітря для гальмівної системи і пуску основного двигуна 10Д100А. Тепловоз мав запаси палива 8000 кг, води 1500 кг, мастила для дизеля 1450 кг, мастила для гідропередач 2 х 600 кг і піску 600 кг. Проєктна маса тепловоза 120 т, фактична — близько 130 т. Сила тяги при швидкості 25 км/год — 23500 кг, конструктивна швидкість 100 км/год. Розрахунковий ККД тепловоза в робочому діапазоні швидкостей — 27,5-30 %.
Спроба конструкторів пристосувати потужний низькообертовий дизель 10Д100 до двох гідравлічних передач передбачала створення спеціального підвищувального редуктора з двосторонньою роздачею потужності і складною системою валів. Ця конструкція передачі потужності від двигуна до коробок гідропередач виявилася громіздкою і неперспективною.